# تامی حامی‌فر
تامی حامی‌فر (زاده: پلدختر – درگذشت: تیر ۱۳۷۸، تهران) دختر دانش‌آموزی است که به گفته منابع دانشجویی در جریان درگیری‌های خیابانی در اعتراض به حمله پلیس و شبه‌نظامیان هوادار حکومت به کوی دانشگاه تهران کشته شد. شورای متحصنین - نمایندگان دانشجویان تهرانی که از روز دوشنبه ۲۱ تیر تشکیل و مأمور پیگیری خواست دانشجویان و مذاکره با حکومت شدند - در روز شنبه ۲۶ تیر ۱۳۷۸ خبر کشته شدن این دختر دانش‌آموز را تأیید کرده و اعلام کرد که پیگیر سرنوشت سایر مفقودان است. در بیانیهٔ شماره ۳ شورای متحصنین همچنین اعلام شد که جسد وی به پل دختر منتقل و دفن شده‌است. تحویل اجساد کشته‌شدگان برای تشیع در تهران یکی از خواسته‌های اعلام‌شدهٔ شورای متحصنین در روز ۲۲ تیر ماه بود. این شورا تعداد دستگیرشدگان را نیز در حدود ۱۴۰۰ نفر اعلام کرد.